# کالینین (رومی)
کالینین  جماعت و شهرکی در جنوب غربی کشور تاجیکستان است که در ناحیهٔ جلال‌الدین رومی ولایت ختلان قرار دارد. جمعیت این جماعت ۱۱۰۸۵ است.